# Flip Saunders
Philip "Flip" Saunders (Cleveland, Ohio, Estats Units, 23 de febrer de 1955 - Minneapolis, Minnesota, 25 d'octubre de 2015) va ser un jugador i entrenador de bàsquet estatunidenc. Durant la seva carrera va dirigir a Detroit Pistons, Washington Wizards i Minnesota Timberwolves. Va ser escollit 2 vegades entrenador de l'All-Star de la NBA el 2004 i 2006.

## Trajectòria com a entrenador

### Universitat
Saunders va començar entrenant en el Golden Valley Lutheran College on ostenta una marca de 92-13, incloent un perfecte 56-0 en els partits com a local en quatre temporades. En 1981 es va convertir en l'entrenador assistent del seu ànima máter, la Universitat de Minnesota, ajudant a guanyar aquest any el títol de la NCAA. Després de 5 anys amb els Gophers, va ser durant dues temporades assistent en la Universitat de Tulsa.

### Minnesota Timberwolves
Va dirigir als Minnesota Timberwolves durant 10 temporades, entre 1995 i 2005.

### Detroit Pistons
Saunders va arribar als Detroit Pistons substituint a Larry Brown el 21 de juliol de 2005. Sota la direcció de Flip Saunders, la franquícia va establir un nou rècord de victòries en la temporada regular, acabant amb 64-18. Saunders es va guanyar el dret a dirigir al combinat de l'est en l'All Star de 2006 a Houston, Texas. Després de tres temporades arribant a les Finals de Conferència, els Pistons van anunciar la seva marxa el 3 de juny de 2008.

### Washington Wizards
Saunders va arribar als Washington Wizards el 22 d'abril de 2009 signant un contracte de 4 anys. El 24 de gener de 2012, la franquícia dels Wizards l'acomiada.

### Retorn a Minnesota
El 6 juny de 2014 va ser nomenat entrenador dels Timberwolves. Durant el seu segon període amb els Timberwolves, Saunders va ser diagnosticat amb limfoma de Hodgkin pel que va cedir el seu lloc d'entrenador al seu assistent Sam Mitchell fins a la seva recuperació. Per desgràcia, va perdre la seva batalla amb el càncer deixant a Sam Mitchell com a entrenador principal de l'equip.

## Trajectòria com a executiu
A l'abril de 2012 es va unir als Boston Celtics com a assessor.
El 3 de maig de 2014, Saunders va ser nomenat president d'operacions dels Minnesota Timberwolves. Abans la seva mort pel càncer, Saunders va cedir el seu lloc en les oficines a Milt Newton.

## Defunció
L'11 d'agost de 2015 li va ser diagnosticada la malaltia de Hodgkin, per la qual cosa va ser sotmès a tractament. Saunders va planejar seguir d'entrenador i president d'operacions dels Timberwolves, però després de complicacions al setembre va ser hospitalitzat, pel que es va veure obligat a abandonar el seu lloc en el Timberwolves provisionalment. Flip Saunders va morir el diumenge 25 d'octubre de 2015, als 60 anys.

## Personal
Flip i la seva esposa Debbie van tenir quatre fills. El seu fill Ryan va jugar en la Universitat de Minnesota, després es va convertir en entrenador assistent dels Washington Wizards. Les seves filles bessones Kim i Rachel també van assistir a la Universitat de Minnesota, on van participar en l'equip de ball durant quatre anys. Elles van guanyar 8 campionats nacionals i un campionat mundial.
Segons Saunders, va estar a 18 metres de distància quan el pont sobre el Riu Mississipi es va esfondrar l'1 d'agost de 2007.

## Estadístiques en la NBA
| Equip      | Any     | PJ   | G   | P   | %G–P | Resultat       | PJP | GP | PP | %G–P | Resultat                |
| ---------- | ------- | ---- | --- | --- | ---- | -------------- | --- | -- | -- | ---- | ----------------------- |
| Minnesota  | 1995-96 | 62   | 20  | 42  | .323 | 6º al mig Oest | ?   | ?  | ?  | ?    | No Desempats            |
| Minnesota  | 1996-97 | 82   | 40  | 42  | .488 | 3º al mig Oest | 3   | 0  | 3  | .000 | Perd en 1a ronda        |
| Minnesota  | 1997-98 | 82   | 45  | 37  | .549 | 3º al mig Oest | 5   | 2  | 3  | .400 | Perd en 1a ronda        |
| Minnesota  | 1998-99 | 50   | 25  | 25  | .500 | 4º al mig Oest | 4   | 1  | 3  | .250 | Perd en 1a ronda        |
| Minnesota  | 1999-00 | 82   | 50  | 32  | .610 | 3º al mig Oest | 4   | 1  | 3  | .250 | Perd en 1a ronda        |
| Minnesota  | 2000-01 | 82   | 47  | 35  | .573 | 4º al mig Oest | 4   | 1  | 3  | .250 | Perd en 1a ronda        |
| Minnesota  | 2001-02 | 82   | 50  | 32  | .610 | 3º al mig Oest | 3   | 0  | 3  | .000 | Perd en 1a ronda        |
| Minnesota  | 2002-03 | 82   | 51  | 31  | .622 | 3º al mig Oest | 6   | 2  | 4  | .333 | Perd en 1a ronda        |
| Minnesota  | 2003-04 | 82   | 58  | 24  | .707 | 1º al mig Oest | 18  | 10 | 8  | .556 | Perd en Finals de Conf. |
| Minnesota  | 2004-05 | 51   | 25  | 26  | .490 | (acomiadat)    | ?   | ?  | ?  | ?    | ?                       |
| Detroit    | 2005-06 | 82   | 64  | 18  | .780 | 1º en Central  | 18  | 10 | 8  | .556 | Perd en Finals de Conf. |
| Detroit    | 2006-07 | 82   | 53  | 29  | .646 | 1º en Central  | 16  | 10 | 6  | .625 | Perd en Finals de Conf. |
| Detroit    | 2007-08 | 82   | 59  | 23  | .720 | 1º en Central  | 17  | 10 | 7  | .588 | Perd en Finals de Conf. |
| Washington | 2009-10 | 82   | 26  | 56  | .317 | 5º en Sud-est  | ?   | ?  | ?  | ?    | No Desempats            |
| Washington | 2010-11 | 82   | 23  | 59  | .280 | 5º en Sud-est  | ?   | ?  | ?  | ?    | No Desempats            |
| Washington | 2011-12 | 17   | 2   | 15  | .118 | (acomiadat)    | ?   | ?  | ?  | ?    | ?                       |
| Minnesota  | 2014-15 | 82   | 16  | 66  | .195 | 5º a Nord-oest | ?   | ?  | ?  | ?    | No Desempats            |
| Total      | Total   | 1248 | 654 | 594 | .524 |                | 98  | 47 | 51 | .480 |                         |